# Thranius basalis
Thranius basalis là một loài bọ cánh cứng trong họ Cerambycidae.